# Eugenio Popovich

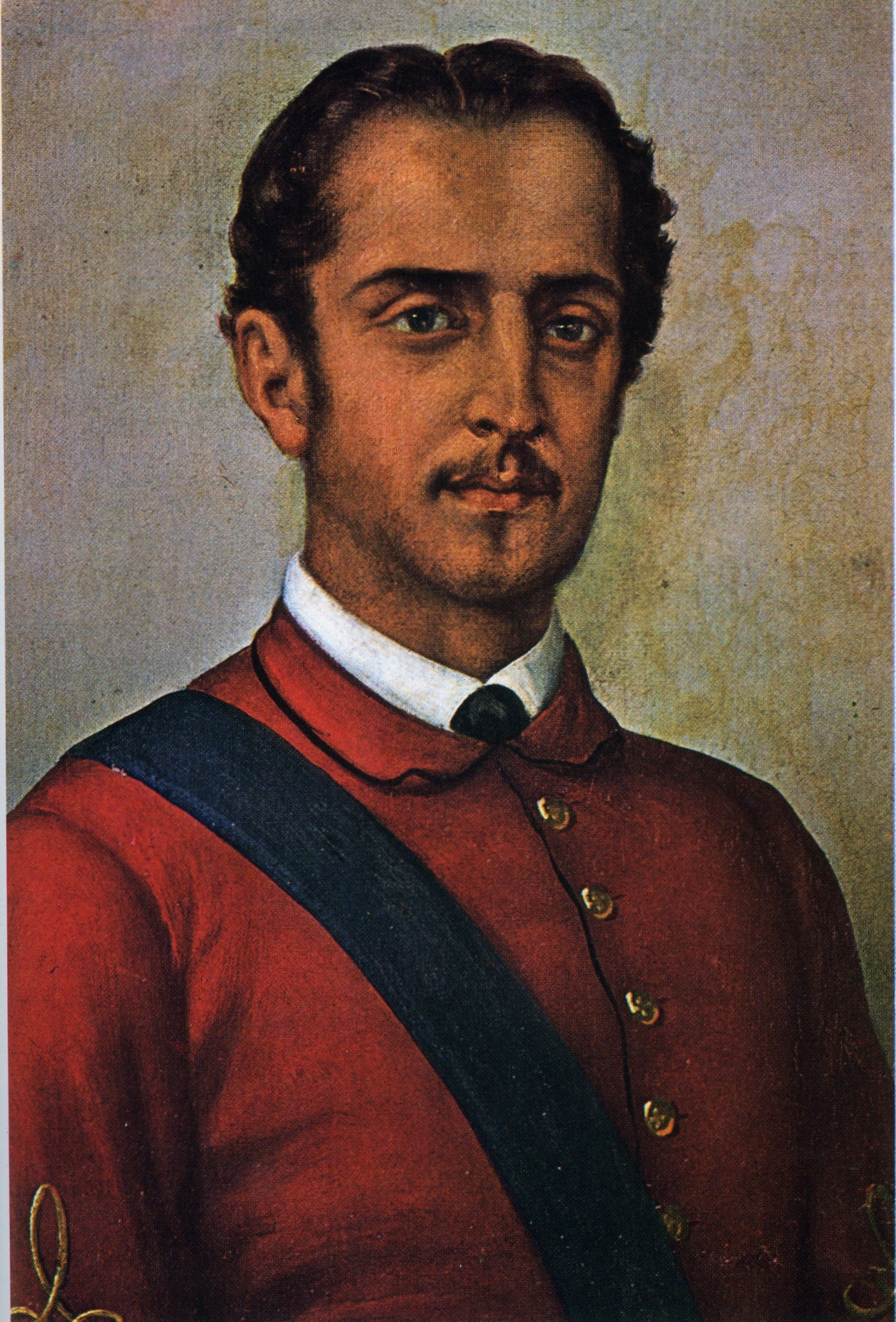
Eugenio Popovich als Roodhemd

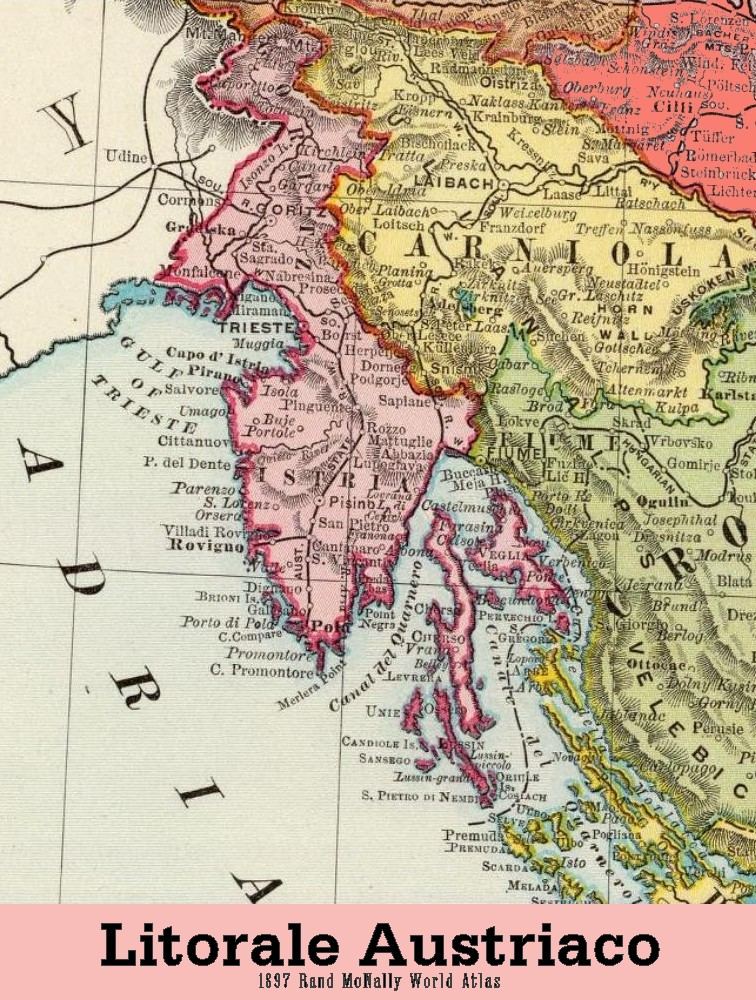
Oostenrijkse kust in Italië (in het rood) aan de vooravond van de Eerste Wereldoorlog

Eugenio Popovich (Berdjansk, 6 januari 1842 – Triëst, 4 april 1931) was een Russisch activist voor de Italiaanse Eenwording, Italiaans staatsburger en journalist, alsook minister in het koninkrijk Montenegro.

## Levensloop
Popovich’s ouders waren Carlo Drago, een kapitein, en Eugenia D’Angeli. Popovich werd geboren op het schip van zijn vader terwijl het voor anker lag in de haven van Berdjansk. Berdjansk was een haven in het keizerrijk Rusland, gelegen in de Zee van Azov, het latere Oekraïne. De baby kreeg er een Russische naam. Na de vroegtijdige dood van zijn moeder kwam de jonge Popovich terecht in Triëst, een havenstad en Vrije rijksstad van de Oostenrijkers in Italië. De jongen liep school in Triëst, Capodistria of in het Sloveens Koper en in Zadar. Tijdens zijn schooltijd werd hij bevriend met Nikola Petrović Njegoš, de latere koning Nicolaas I van Montenegro. 
Popovich studeerde verder aan de universiteit van Graz. De student sloot zich aan bij het leger van de Roodhemden van Garibaldi (1861) met als doel Italië te veroveren, een oorlog
gericht onder andere tegen het keizerrijk Oostenrijk. Hij verliet Oostenrijks Italië om te studeren aan de universiteit van Pisa. In Pisa werd hij vrijmetselaar. Popovich lanceerde zich in een actiecomité om de Oostenrijkers te verjagen uit Triëst. Hij schreef in brieven dat dat zijn politieke droom was. Na een korte periode van gevangenschap trok de student naar de universiteit van Bologna. In Bologna behaalde hij in 1864 de graad van licentiaat in de politieke en juridische wetenschappen. Hij werd politiek journalist. Zo schreef hij vlammende artikels voor de eenmaking van Italië. Hij deed dit in de Gazzetta del Popolo in Turijn, de Tribuna in Rome in de Pauselijke Staat, en in de Perseveranza in Milaan. 
Regelmatig wisselde hij de journalistenjob met het uniform van Roodhemd om te vechten op het slagveld. Hij behaalde de graad van kapitein. Vermoedelijk vocht hij in de Slag bij de Ponte Caffarao (1866), de Slag bij Bezzecca (1866), de Slag bij Mentana (1867) en de inname van Rome (1870). Tussenin vocht hij zij aan zij met prins Nicolaas I tegen de Turken in Montenegro (1868).
In 1867 verleende het koninkrijk Piëmont-Sardinië hem het Italiaanse staatsburgerschap. 
Na de val van de Pauselijke Staat (1870) vestigde Popovich zich als journalist in Rome. Hij werkte voor de krant Il Diritto en correspondeerde met buitenlandse journalisten over de eenmaking van Italië. Hij deed dit in het Duits, Frans en Sloveens. Tevens organiseerde hij de ballingen-vrijmetselaars die vanuit het Oostenrijkse Gorizia (Duits: Görtz) en Triëst naar Rome gevlucht waren. De Irredenta of de zaak van Italianen die nog woonden buiten het koninkrijk Italië was een grote bezorgdheid voor hem, zoals hij neerschreef in zijn krantenartikelen.
Zijn oude vriendschap met prins Nicolaas I van Montenegro leidde ertoe dat Popovich betrokken geraakte bij de staatszaken van het koninkrijk (vanaf circa 1900). Popovich werd Montenegrijns consul-generaal in Rome. In 1917 werd de diplomaat Popovich bevorderd tot minister van Buitenlandse Zaken van Montenegro. In die hoedanigheid woonde hij de vredesconferenties in Parijs en Versailles bij na het einde van de Eerste Wereldoorlog. Hij steunde de Italiaanse zaak van aanhechting van Triëst bij Italië.
Uiteindelijk keerde hij in 1928 terug naar Triëst, op Italiaans grondgebied en de stad waar hij als kleine jongen aan land gegaan was. Aan de stad schonk hij zijn briefwisseling; aan Rome, meer bepaald aan de Engelenburcht, schonk hij zijn wapens. Hij overleed in Triëst in 1931.